# Chondroscaphe flaveola
Chondroscaphe flaveola är en orkidéart som först beskrevs av Jean Jules Linden och Heinrich Gustav Reichenbach, och fick sitt nu gällande namn av Karlheinz Senghas och Günter Gerlach. Chondroscaphe flaveola ingår i släktet Chondroscaphe och familjen orkidéer. Inga underarter finns listade i Catalogue of Life.